# حيوانات ضخمة

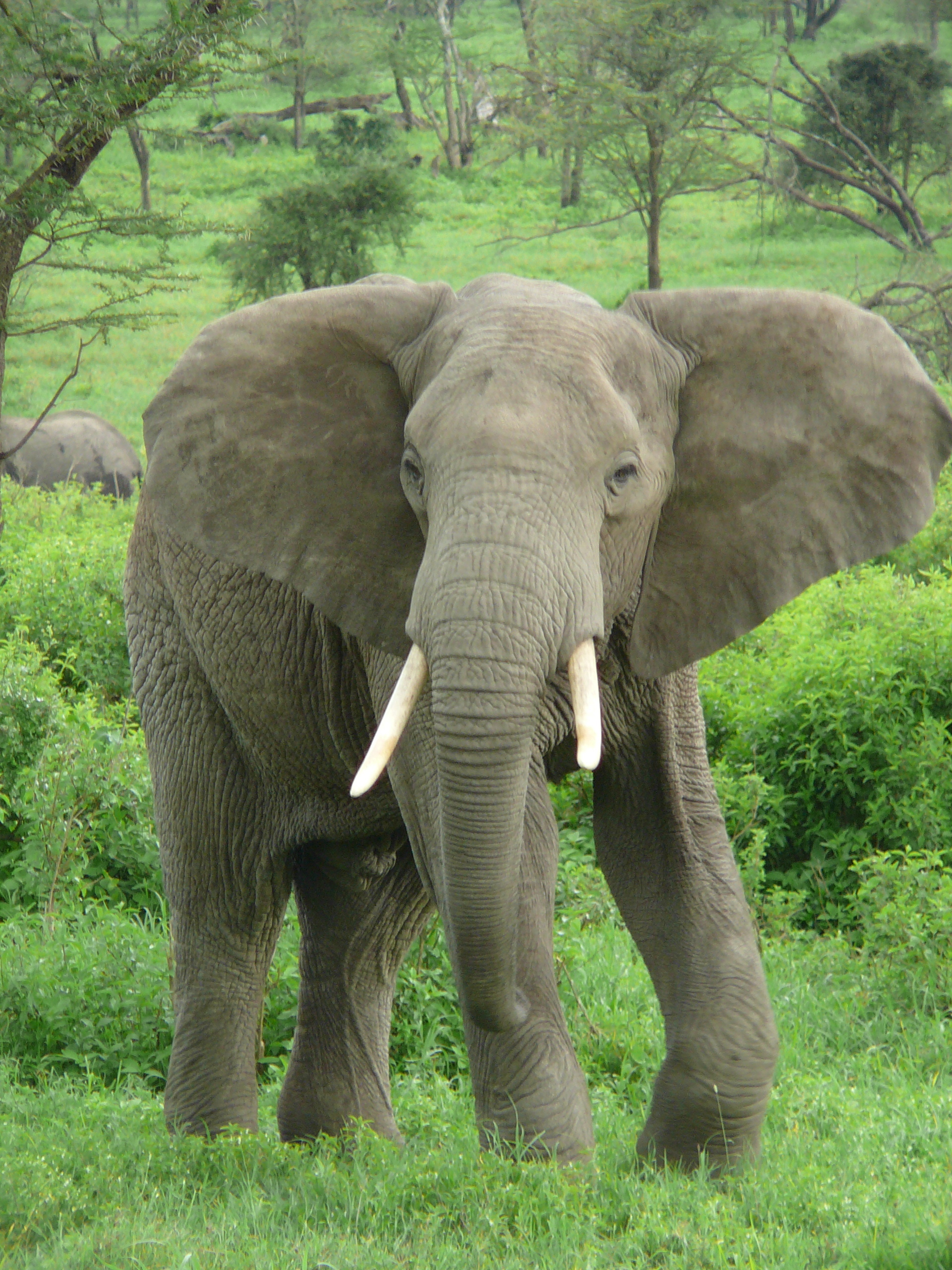
فيل بوش الأفريقي، أكبر حيوان أرضي يعيش على كوكب الأرض.

الحيوانات الضخمة (باللاتينية: Megafauna) هي في علم الحيوان الأرضية الحيوانات الكبيرة الضخمة أو العملاقة. المقياس المتعارف عليه لوزنها هي 45 كجم (100 رطلا) أو 100 كيلوغرام (220 رطل). وهذا يشمل العديد من الأنواع والتي لا يعتقد أنها كبير للغاية، مثل غزلان أبيض الذيل، الكنغر الأحمر، وكذلك الإنسان.